# Johann Euler
Johann Albrecht Euler (São Petersburgo, 27 de novembro de 1734 — São Petersburgo, 17 de setembro de 1800) foi um astrônomo e matemático suíço nascido na Rússia.
Foi o primeiro dos três filho de Leonhard Euler (os outros foram Karl e Christoph Euler). Com 7 anos de idade passa a residir em Berlim, quando seu pai lá se fixou. Foi admitido como membro da Academia de Ciências da Prússia, em 1754. Dois anos depois assumiu a direção do Observatório de Berlim. Retornou a São Petersburgo em 1766, onde ocupou a cadeira de física da Academia de Ciências da Rússia.
Sua filha casou com Jacob II Bernoulli

## Obras
Em suas publicações além de cálculos astronômicos publicou obras sobre eletricidade e meteorologia.
- «Disquisitio de causa physica electricitatis». Dissertationes selectae Jo. Alberti Euleri, Paulli Frisii et Laurentii Beraud (em latim). São Petersburgo e Lucca: Vincentium Junctinium. 1757